# إدوين سذرلاند
إدوين سذرلاند (13 أغسطس 1883 - 11 أكتوبر 1950) (بالإنجليزية: Edwin Sutherland)‏ عالم اجتماع أمريكي. يعتبر من علماء الجريمة الأكثر تأثيرا في القرن العشرين. كان عالمًا اجتماعيًا في مدرسة التفاعل الرمزي، وهو معروف بتعريفه لجرائم ذوي الياقات البيضاء والاختلاط التفاضلي، وهي نظرية عامة للجريمة والانحراف. حصل سذرلاند على درجة الدكتوراه في علم الاجتماع من جامعة شيكاغو في عام 1913.

## روابط خارجية
- إدوين سذرلاند على موقع الموسوعة البريطانية (الإنجليزية)